# Pınarbaşı (Kayseri)
Pour les articles homonymes, voir Pınarbaşı.
Pınarbaşı est une ville et un district de la province de Kayseri dans la région de l'Anatolie centrale en Turquie, qui correspond à l'antique Ariarathia.